# یوآن بارباس
یوآن بارباس (فرانسوی: Yoann Barbas‎؛ زادهٔ ۲۴ اکتبر ۱۹۸۸ ‏(۳۶ سال)) دوچرخه‌سوار اهل فرانسه است.
از باشگاه‌هایی که در آن رکاب زده‌است می‌توان به تیم دوچرخه‌سواری آرمی دو تر اشاره کرد.